# 5 d'abril
El 5 d'abril és el noranta-cinquè dia de l'any del calendari gregorià i el noranta-sisè en els anys de traspàs. Queden 270 dies per a finalitzar l'any.

## Esdeveniments
Països Catalans
- 1688, Vilamajor, Vallès: esclata l'Aixecament dels Barretines contra els terços castellans.[1]
- 1904, Barcelona: a instàncies d'entitats com l'Ateneu Barcelonès o el Foment del Treball Nacional, Francesc Moragas i Barret funda la Caixa de Pensions per a la Vellesa i d'Estalvis de Catalunya i Balears.[2]
- 1938, Balaguer, Noguera: Entrada del bàndol nacional.
- 1947, Barcelona: s'estrena La fortuna de Sílvia, de Josep Maria de Sagarra, al Teatre Romea de Barcelona.[3]
- 2017, València: Apareix la capçalera del Diari La Veu, que succeeix La Veu del País Valencià, un diari digital editat a València.

Resta del món
- 1242, llac Peipus: els cavallers teutons i els habitants de la República de Nóvgorod liderats per Alexandre Nevski perpetren la batalla del gel.
- 1722: el navegant zelandès Jakob Roggeveen, arriba a l'illa de Pasqua descobrint-la per al món occidental.
- 1795, Basilea, Suïssa: s'hi signa el tractat segons el qual passa en poder de França la part de la Hispaniola que avui és la República Dominicana (la part que avui és Haití ja era francesa).
- 1976, Segòvia: un grup de 29 presos catalans i bascos d'ETA, el FRAP, el FAC i del Moviment Ibèric d'Alliberament organitzen la massiva Fuga de Segòvia.
- 1992, Sarajevo, Bòsnia i Hercegovina: comença el setge de Sarajevo mantingut pels paramilitars i soldats serbis durant la Guerra de Bòsnia, el més llarg contra una gran ciutat en la història militar moderna, durant gairebé quatre anys, fins al 29 de febrer de 1996.

## Naixements
Països Catalans
- 1853 - Barcelona: Joaquima Santamaria, de pseudònim Agna de Valldaura, va ser una escriptora, folklorista i traductora (m. 1930).[4]
- 1913 - Barcelona: Antoni Clavé i Sanmartí, artista català (m. 2005).[5]
- 1926 - Calonge, Empordà: Lluís Vilar i Subirana, historiador i activista cultural català.
- 1943 - Rocafort de Vallbona: Lluís Foix, periodista i escriptor.
- 1956 - Barcelona: Glòria Llobet Brandt, novel·lista en català.
- 1958 - Barcelona: Glòria Pérez-Salmerón, bibliotecària catalana; va ser directora de la Biblioteca Nacional d'Espanya.[6]
- 1973 - València: Encarna Cervera Mañas, advocada i política valenciana, ha estat diputada a les Corts Valencianes i inhabilitada.[7]
- 1978 - Barcelona: Josef Ajram Tarés, escriptor, esportista i trader català.

Resta del món
- 1472, Pavia, Milà: Blanca Maria Sforza, princesa de Milà que fou emperadriu consort del Sacre Imperi Romanogermànic (m. 1510).[8]
- 1588 - Malmesbury, Wiltshire, Anglaterra, Regne Unit: Thomas Hobbes, filòsof anglès. (m. 1679).[9]
- 1692 - Damery: Adrienne Lecouvreur, actriu francesa (m. 1730).[10]
- 1725 - Morosaglia, Còrsega: Pasquale Paoli, dirigent polític, considerat el pare del nacionalisme cors (m. 1807).
- 1827 - Upton, Essex, (Anglaterra): Joseph Lister, 1r Baró de Lister, conegut com a Sir Joseph Lister, Bt, va ser un metge cirurgià britànic pioner en l'ús dels antisèptics (m. 1912).[11]
- 1832 - Saint-Dié-des-Vosges (França): Jules Ferry, apodat "el tonkinès", va ser un polític francès de dretes, centralista i nacionalista. Va ser alcalde de París (1870-1871) (m. 1893).[11]
- 1863 - Parma: Leonilda Gabbi, soprano italiana (m. 1919).[12]
- 1869 - Tourcoing, França: Albert Roussel, compositor francès (m. 1937).[13]
- 1875 - Enghien-les-Bains, França: Mistinguett, cantant, actriu i vedet francesa.[14]
- 1895 - Sátoraljaújhely, Hongria: Ella Némethy, mezzosoprano hongaresa (m. 1961).[15]
- 1901: 
  - Baltimore: Hattie Elizabeth Alexander, pediatra i microbiòloga estatunidenca (m. 1968).[16]
  - Macon, Geòrgia, Estats Units: Melvyn Douglas, actor estatunidenc.
- 1908:
  - Salzburg, Àustria: Herbert von Karajan, director d'orquestra austríac (m. 1989).[17]
  - Lowell, Massachusetts, Estats Units: Bette Davis, actriu de cinema estatunidenca.[18]
- 1909 - Astoria, Nova York, Estats Units: Albert R. Broccoli productor de cinema estatunidenc.
- 1916 - La Jolla, Califòrnia, Estats Units: Gregory Peck, actor de cinema i de teatre estatunidenc (m. 2003).
- 1923 - Phan Rang–Tháp Chàm,(Vietnam): Nguyễn Văn Thiệu, militar i polític vietnamita, president de la República del Vietnam de 1965 a 1975. (m. 2001).[19]
- 1925 - Nova Yorkː Janet Rowley, genetista estatunidenca que demostrà que el càncer és una malaltia genètica (m. 2013).[20]
- 1926 - Detroit, Michigan: Roger William Corman és un productor i director de cinema de culte nord-americà.
- 1929:
  - Bruges, Flandes, Bèlgica: Hugo Claus, escriptor.[21]
  - Coventry, Warwickshire, Anglaterra: Nigel Hawthorne, actor anglès (m. 2001)[22]
  - Bergen, Noruega: Ivar Giæver, físic, Premi Nobel de Física de l'any 1973.[23]
- 1937 - Nova York (EUA): Colin L. Powell, militar i polític estatunidenc d'origen jamaicà. Va ser general en l'Exèrcit dels Estats Units i President de l'Estat Major Conjunt durant la Guerra del Golf.[19]
- 1942 - Buenos Aires: Silvia Braslavsky, química especialista en fotooptoacústica experimental.[24]
- 1943 - Japó: Fighting Harada, boxejador japonès.
- 1947 - San Juan, illa de Luzon: Gloria Macapagal-Arroyo, ha estat presidenta de les Filipines.[25]
- 1949 - Akron: Judith Resnik, enginyera i astronauta estatunidenca de la NASA (m. 1986).[26]
- 1950 - Jönköping (Suècia): Agnetha Fältskog, cantant i compositora sueca coneguda sobretot per formar part del grup suec ABBA.[27]
- 1953 - Milà: Patrizia de Bernardo Stempel, indoeuropeista i celtista italiana.
- 1955 - Nagoyaː Akira Toriyama, mangaka i dissenyador de personatges japonès, autor de Bola de Drac (m. 2024).
- 1963 - Holyoke, Massachusetts, Estats Units: Arthur Adams, dibuixant i escriptor de còmics estatunidenc.[28]
- 1975 - Brighton, Anglaterra, Regne Unit: Caitlin Moran periodista, escriptora i columnista anglesa.[29]
- 1981 - Washington D.C.: Marissa Nadler, cantant i compositora americana.[30]

## Necrològiques
Països Catalans
- 1419 - Gwened, Bretanya: Sant Vicent Ferrer, dominic valencià que recorregué mig Europa predicant la seua moral i visió del cristianisme (n. 1350).
- 1574 - Palma, Mallorca: Catalina Thomàs, religiosa catòlica mallorquina.[31]
- 1937 - València: Josep Benlliure i Gil, pintor valencià (n. 1855).[32]
- 1966 - Barcelona: Josep Maria Miró i Guibernau, arquitecte català (n. 1889).
- 1994 - Barcelona: Maria Lluïsa Solà i Llopis, bibliotecària i escriptora catalana (n. 1918).[33]
- 2023 - Barcelona: Josep Navarro i Vives, pintor català (n. 1931).
- 2025 - Sueca: Josep Palàcios i Martínez, escriptor i editor valencià (n. 1938).[34]

Resta del món
- 1617 - Sevilla: Alonso Lobo, músic andalús, polifonista (n. cap a 1555)
- 1794 - Danton, polític francés, dirigent de la Revolució Francesa (executat) (n. 1759).[35]
- 1918 - Tamaris (Provença, França): Paul Vidal de la Blache historiador i geògraf occità, pare de la geografia regional (n. 1845, Pesenàs, Erau).[36]
- 1922 - Pune, Índia: Ramabai Medhavi, reformadora social índia (n. 1858).[37]
- 1932 - París, María Blanchard, pintora cubista espanyola que va desenvolupar la seva activitat artística a París (n. 1881).[38]
- 1961 - Asunción, Paraguai: Alfred Kamprad, violinista i compositor alemany.
- 1964 - Washington DC, EUA: Douglas MacArthur, militar estatunidenc (n. 1880).[19]
- 1967 - Indianapolis, Indiana (EUA): Hermann Joseph Muller, biòleg i genetista estatunidenc, Premi Nobel de Medicina o Fisiologia de 1946 (n. 1890).[39]
- 1962 - Kensington, Londres: Agnes Morton, tennista britànica que va competir a començaments del segle xx (n. 1872).[40]
- 1969 - Caracas (Veneçuela): Rómulo Gallegos, escriptor i polític (n. 1884).[41]
- 1975 - Taipei (Taiwan): Chiang Kai-shek o Jiang Jieshi, militar i estadista xinès. Va succeir Sun Yat-sen com a líder del Partit Nacionalista Xinès Guomindang (n. 1887).[42]
- 1994 - Seattle, Washington, EUA: Kurt Cobain, músic estatunidenc, cantant i guitarrista de Nirvana (n. 1967).[43]
- 1996 - Alcobendas, Madrid: Encarna Sánchez, periodista espanyola, locutora de ràdio i presentadora de televisió (n. 1935).[44]
- 2003 - Los Angeles, Califòrnia, EUA: Seymour Lubetzky, bibliotecari, important teòric de la catalogació documental (n. 1898).
- 2005 -
  - Brookline, EUA: Saul Bellow, escriptor nord-americà, Premi Nobel de Literatura l'any 1976 (n. 1915).[45]
  - Sonoma, Estats Units: Dale Messick, artista de còmics estatunidenca (n. 1906).[46]
- 2007 - Rönninge, Suècia: Maria Gripe, escriptora sueca de literatura infantil (n. 1923).[47]
- 2008 - Beverly Hills, Califòrnia, EUA: Charlton Heston, actor i director de cinema i teatre estatunidenc, famós especialment pels seus papers protagonistes a Ben Hur i de Els Deu Manaments, i com a president de l'Associació Nacional del Rifle.
- 2017 - Madrid: María Luisa Ozaita, pianista, clavecinista, musicòloga, directora i compositora basca (n. 1939).[48]
- 2020, San Francisco, USA: Margaret Burbidge, astrònoma anglesa, primera directora de l'Observatori Reial de Greenwich (n. 1919).[49]

## Festes i commemoracions
- Santoral:
  - Sant Vicent Ferrer (a València se celebra el dilluns de la segona setmana de Pasqua);
  - Sant Eutiqui de Constantinoble, bisbe (a l'Església Catòlica);
  - Santa Caterina Tomàs, verge agustina;
  - Sant Gerald de Corbie, abat benedictí;
  - beat Antoni Fuster, dominic;